# Peaceville Records
Peaceville Records ist eine britische Independent-Plattenfirma.

## Geschichte
Die Firma wurde 1987 von Paul „Hammy“ Halmshaw in Cleckheaton, England gegründet. Ursprünglich war Peaceville ein reines Kassetten-Label, das in erster Linie Anarcho-Punk veröffentlichte. Über die Jahre ging die musikalische Auswahl über Crust- und Hardcore-Punk bis in die Richtung Metal. Ende 2006 hat Halmshaw die Leitung an Paul Groundwell von Snapper Music übergeben.
Insbesondere die Bands My Dying Bride, Anathema und Paradise Lost – nachträglich oft als „Peaceville-Three“ oder „Big Three des Doom Metal“ bezeichnet – machten das Label am Anfang der 1990er Jahre in der Metal-Szene populär.

## Bands

### Aktuelle
- Autopsy
- Bloodbath
- Cradle of Filth
- Darkthrone
- Gallhammer
- Katatonia
- Madder Mortem
- My Dying Bride
- Novembre
- Pentagram
- The Provenance

### Ehemalige
- Abscess
- Accidental Suicide
- Acrimony
- Agathocles
- Akercocke
- Anathema
- At the Gates
- Axegrinder
- Banished
- Baphomet
- Blackstar
- The Blood Divine
- Chumbawamba
- Deviated Instinct
- Dominion
- Doom
- Drudge
- Electro Hippies
- G.G.F.H.
- Gold, Frankincense and Disk-Drive
- Isengard
- Kong
- Lid
- Morta Skuld
- Opeth
- Paradise Lost
- Pitchshifter
- Prophecy of Doom
- Ship of Fools
- Sonic Violence
- Therion
- Thine
- Vital Remains

## Kompilationen
- 1987: A Vile Peace
- 1990: Vile Vibes
- 1992: Peaceville Volume 4
- 1993: No Peace at All
- 1995: The Best of Peaceville
- 1995: Autumn Sampler '95
- 1996: Under the Sign of the Sacred Star
- 1998: Peaceville X
- 2001: Peaceville Classic Cuts
- 2002: Peaceville Sampler 2002
- 2006: New Dark Classics
- 2006: Metal Hammer